# Valenza
Valenza (en français Valence-sur-Pô) est une commune italienne de la province d'Alexandrie, dans la région Piémont.

## Histoire
Ville stratégique, Valenza subit de nombreux sièges :
- en 1635, siège de Valenza, durant la guerre de Trente Ans[2] ;
- en 1641, siège de Valenza, durant la guerre de Trente Ans ;
- en 1656, siège de Valenza, durant la guerre franco-espagnole ;
- en 1658, siège de Valenza, durant la guerre franco-espagnole ;
- en 1696, siège de Valenza, durant la guerre de la Ligue d'Augsbourg[3] ;
- en 1707, siège de Valenza, durant la guerre de Succession d'Espagne ;
- en 1745, prise de Valenza, durant la guerre de succession d'Autriche.

## Administration
| Période                                  | Période  | Identité       | Étiquette    | Qualité |
| ---------------------------------------- | -------- | -------------- | ------------ | ------- |
| 12/04/2010                               | En cours | Sergio Cassano | Forza Italia |         |
| Les données manquantes sont à compléter. |          |                |              |         |

### Hameaux
Villabella, Montevalenza

### Communes limitrophes
Alessandria, Bassignana, Bozzole, Frascarolo, Giarole, Mirabello Monferrato, Pecetto di Valenza, Pomaro Monferrato, San Salvatore Monferrato, Suardi, Torre Beretti e Castellaro

## Jumelages
- Rocca Imperiale (Italie)